# 毛沢東バッジ

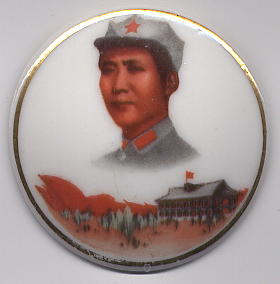
生産された毛沢東バッジの一つ

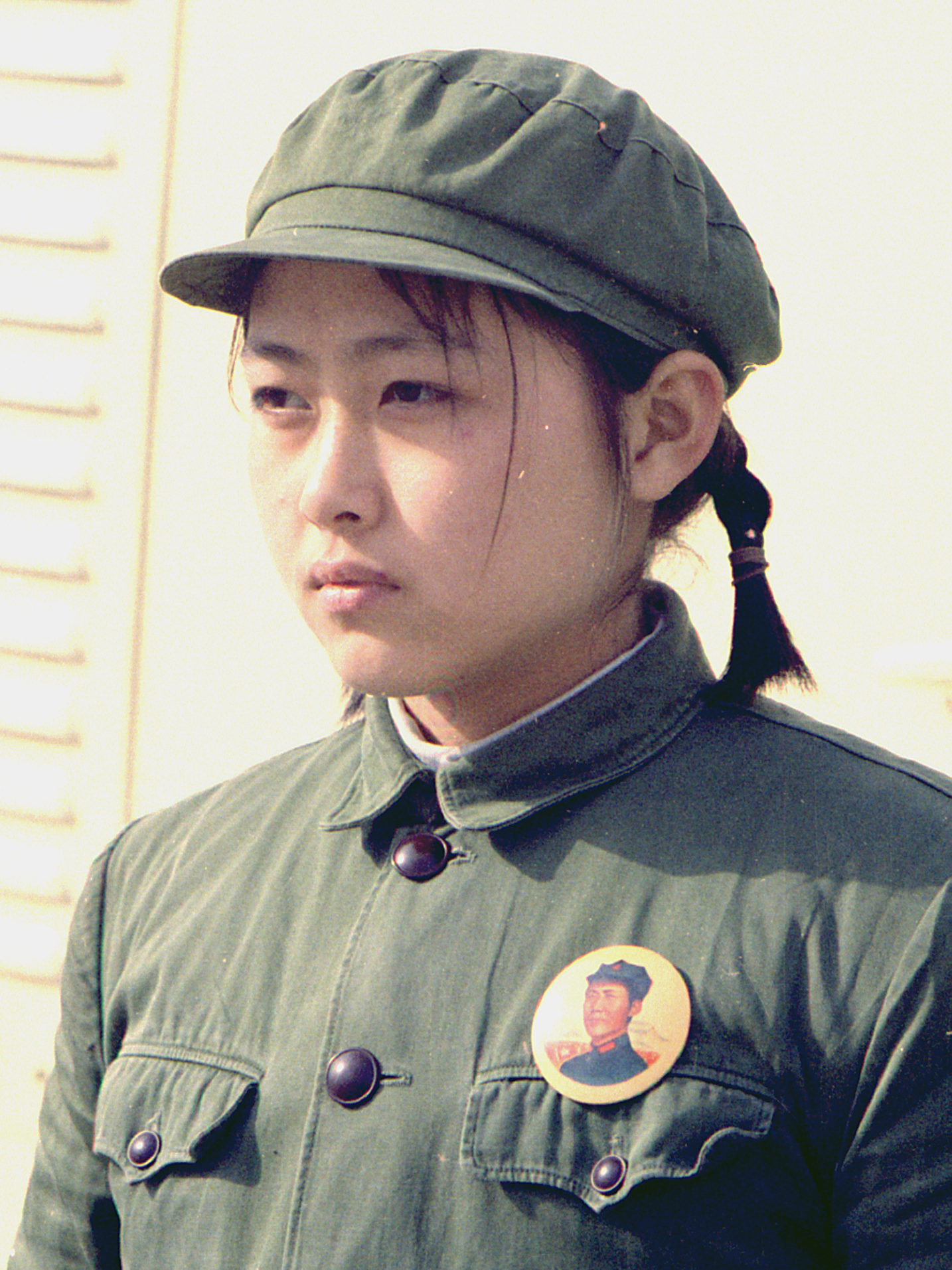
人民服の胸に毛沢東バッジを身に着けた少女（1972年）。

毛沢東バッジ（もうたくとうバッジ、毛泽东像章、Chairman_Mao_badge、毛主席像章とも）は、1966年から1971年までに中華人民共和国内で広く普及したバッジ。  
当時の国家指導者である毛沢東の肖像が描かれているものが主であるが、そうでないものもある。文化大革命の間に数十億個生産され、種類は１万種に及ぶと推測されている。

## 形状
一般的なバッジの大きさは1センチから3センチ程度であり、材質は陶器、金属（銀やアルミニウム）、竹、プラスチックやビニールで作成されていた。

## 制作の歴史

### 文革以前
最も初期の毛沢東バッジは1937年に東北抗日聯軍で制作されたと考えられている。1940年～50年代には毛の同志であり、抗日戦争の英雄に対しての記念品として、あるいは様々な業績への功労賞(朝鮮戦争に従軍した義勇兵、公共事業に協力した農民や労働者等)として授与されるものであった。この時期に作成されたバッジは種類も生産数も少なかった。

### 文革中

#### 文革前期（1966年～1969年）
1966年5月に文革が始まり、毛が紅衛兵の代表に毛沢東バッジを授与したことにより、文革におけるバッジの重要性が高まった。
さらに9月5日には中国共産党中央および国務院による「大串连」(全国各地の学生が北京を訪れて革命の経験交流を行い、北京の学生が各地を訪れて革命を宣伝することを奨励する通知)により、毛沢東バッジを身に付けた紅衛兵が中国各地を訪れ、バッジの存在が中国全土に認知されることとなり、バッジの生産に拍車がかかった。
中国東北部を訪れたある紅衛兵は、農村で暮らす少年に自分が作った漢方薬とバッジを交換してほしいと言われたため、自分及び仲間が身に付けているバッジを集めて少年にプレゼントしたという。
また、革命に関する特定の地域のバッジを入手するとその土地を訪問したことと同等と見なされた。高原(gāo yuán)という紅衛兵は毛の故郷である韶山市を訪ねようとしたが旅費が長沙市までの分しか工面できなかったため、韶山市で作成されているバッジを長沙市で購入して韶山市を訪問したことの代替とした。
紅衛兵がバッジを身に付けるのは革命への熱意と毛への忠誠を示すためだったが、特に大きなものや精巧にデザインされたバッジは身に付けている者に大きな社会的信用をもたらしたため、人々はこぞってバッジを手に入れようとした。
しかし、アメリカの政治学者であり、サセックス大学教授のロバート・ベネウィックとロイヤルメルボルン工科大学のメディア・コミュニケーション部長であるオーストラリアのステファニー・ドナルドによると、一般の民衆にとってはバッジを身に付けていないと毛への忠誠心を疑われて迫害されたり殺害される可能性もあったため、バッジは彼らが文革時代を生き残るための必需品であり、バッジを身に付けている者が全て毛への忠誠心を持っているとは限らなかったとしている。
また、バッジのコレクターである周继厚によると、文革前期には中国全土で2万もの組織がバッジを作成しており、特に紅衛兵同士が毛への忠誠心を競いあい、バッジを大量に生産した。更に1967年の春頃から1968年にかけてバッジのデザインは複雑化し、サイズも大きくなっていった。更にデザインが他の芸術作品の影響を受けたもの（毛主席去安源）や、宣伝用のポスターにバッジを身に付けた人物が描かれるようになった。
各地の組織が比較的自由にバッジを生産したが、やがて中央政府もバッジに記述されたスローガンや材質をチェックするようになっていった。特に工業生産に欠かせないアルミニウムは毛の命令によりバッジへの使用が禁止され、やがて1969年以降はバッジそのものの生産数も減少していった。
また、多くの大都市ではバッジが金銭で交換されることが多くなったため、政府は人民に資本主義的な行動が広まることを警戒し、取り締まりに力を入れた。

#### 文革中期～後期（1970年～1976年）
毛の個人崇拝を推進した林彪の死後にバッジの生産は停止され、身に着けている者もほとんどいなくなった。1976年の毛の死去後に中央政府がほとんどのバッジを回収した。

### 文革以後
中国及び海外にはバッジの熱烈なコレクターが存在している。各人が収集している動機は様々だが（投機目的、毛の信奉者、文化大革命に関する遺産等）、取引市場には偽物が出回るほど未だに人気がある。